# Futottak még…
A Futottak még… (eredeti cím: Extras) 2005-ben bemutatott brit szituációs komédia, melyet a főszereplőként is feltűnő Ricky Gervais, valamint Stephen Merchant írt és rendezett. 
A BBC és a HBO koprodukciójában készült sorozat első évadja 2005. július 21-én debütált a BBC Two műsorkínálatában, 2005. szeptember 25-én pedig a HBO-n. A második évad a BBC Two-n 2006. szeptember 14-én, a HBO-n 2007. február 14-én jelent meg. Egy karácsonyi különkiadás is elkészült, melyet mindkét csatornán 2007 decemberében sugároztak először. Magyarországon szintén az HBO mutatta be 2006. április 11-én, majd 2007. január 2-án a második évadot is műsorra tűzték.
A sorozat pozitív kritikákat kapott és számos díjat, illetve jelölést tudhat magáénak. 2007-ben Gervais Primetime Emmy-díjat vehetett át, mint legjobb férfi főszereplő (vígjátéksorozat). Ugyanebben az évben televíziós BAFTA-díjjal is kitüntették, legjobb komikus alakítás kategóriájában. A Futottak még… 2008-ban a legjobb vígjátéksorozatnak járó Golden Globe-díjat is elnyerte, míg Gervais egy Golden Globe-jelölést szerzett.

## Összefoglaló
A sorozat középpontjában két statiszta, Andy Millman (Gervais) és barátja, Maggie Jacobs (Ashley Jensen) áll. Andyvel ellentétben a jószándékú, de szétszórt, butácska és társasági szituációkban rendszerint kínosan esetlen Maggie nem vágyik többre a statisztaszerepeknél. Andy a kontár, munkájára teljesen alkalmatlan ügynöke, Darren Lamb (Merchant) segítségével próbál névtelen filmipari munkásból ismert színésszé válni. Ennek érdekében gátlástalanul igyekszik hírességek és producerek kegyeibe férkőzni. Azonban mindig közbejön valami nem várt körülmény, ami ezt magakadályozza – például az adott sztár hazudott és mégsem tud szerepet szerezni Andynek vagy a statiszta sérti meg akaratlanul az egyik hírességet, ami miatt elküldik a forgatásról. Az első évad végén Andy odaadja Füstöl a gyárkémény című szitkom forgatókönyvét Patrick Stewartnak és a színész filmprodukciós cégén keresztül a BBC felfigyel rá. A sorozat zöld utat kap és Andy játszhatja a főszerepet.  
A második évad a sorozat elkészítésének nehézségeit mutatja be. A BBC nagymértékben átírja a forgatókönyvet és egy banális, olcsó poénokra építő silány szitkommá alakítja azt. Bár a sorozat a nézők körében sikeres lesz, a kritikusok könyörtelenül lehúzzák Andyt és a műsort. 
Az egyes epizódokban hírességek is feltűnnek, önmaguk elferdített, fiktív verzióját megformálva.

## Szereplők
| Szerep                                  | Színész          | Magyar hang                     |
| --------------------------------------- | ---------------- | ------------------------------- |
| Andy Millman                            | Ricky Gervais    | Kerekes József                  |
| Maggie Jacobs                           | Ashley Jensen    | Györgyi Anna                    |
| Darren Lamb / Ügynök                    | Stephen Merchant | Fesztbaum Béla                  |
| Darren Lamb / Ügynök                    | Stephen Merchant | Karácsonyi Zoltán (különkiadás) |
| önmaga / Barry az EastEnders sorozatból | Shaun Williamson | Bácskai János                   |
| önmaga / Barry az EastEnders sorozatból | Shaun Williamson | Orosz István                    |
| önmaga / Barry az EastEnders sorozatból | Shaun Williamson | Bezerédi Zoltán (különkiadás)   |
| Greg Lindley-Jones                      | Shaun Pye        | Csőre Gábor                     |
| Greg Lindley-Jones                      | Shaun Pye        | Kaszás Gergő (különkiadás)      |

## Epizódok
| Évad | Évad      | Részek száma | Részek száma | Eredeti sugárzás     | Eredeti sugárzás    | Eredeti adó | Magyar sugárzás   | Magyar sugárzás  | Magyar adó |
| Évad | Évad      | Részek száma | Részek száma | Évadbemutató         | Évadzáró            | Eredeti adó | Évadbemutató      | Évadzáró         | Magyar adó |
| ---- | --------- | ------------ | ------------ | -------------------- | ------------------- | ----------- | ----------------- | ---------------- | ---------- |
|      | 1.        | 6            | 6            | 2005. július 21.     | 2005. augusztus 25. | BBC Two     | 2006. április 11. | 2006. május 16.  | HBO        |
|      | 2.        | 6            | 6            | 2006. szeptember 14. | 2006. október 19.   | BBC Two     | 2007. január 2.   | 2007. február 6. | HBO        |
|      | Karácsony | Karácsony    | Karácsony    | 2007. december 16.   | 2007. december 16.  | BBC One     | n. a.             | n. a.            | HBO        |

## Fordítás
- Ez a szócikk részben vagy egészben  az   Extras (TV series) című angol Wikipédia-szócikk ezen változatának fordításán alapul.  Az eredeti cikk szerkesztőit annak laptörténete sorolja fel. Ez a jelzés csupán a megfogalmazás eredetét és a szerzői jogokat jelzi, nem szolgál a cikkben szereplő információk forrásmegjelöléseként.